# 비화학 로켓
비화학 로켓(非化學 rocket)은 추진제로 연소화학반응을 이용하지 않는 로켓을 말한다.

## 종류

### 핵에너지 로켓
핵에너지 로켓(核 energy rocket)은 원자로에서 발생한 열로써 암모니아·액체수소 등을 가열하여 고속기체류(高速氣體流)로서 분출시키고, 그 반동으로 추진력을 얻는다. 중량이 커지지만 가스의 분출속도는 화학로켓의 수배가 된다. 장시간의 작동이 가능하다.

### 이온 로켓
이온 로켓(ionrocket)은 세슘(Cs) 등의 증기를 이온화하여 전기장의 작용으로 가속·분출시켜 추진력을 얻는다. 분출속도는 크며, 화학로켓의 수십배가 된다. 전장을 만들기 위한 발전장치(보통 원자로를 포함)가 무거워지나 수개월이란 오랜 기간 동안에 작동을 할 수 있으며, 일단 대기권 밖으로 나와 궤도를 돌게 된 우주선 등을 먼 거리까지 항행시킬 수 있다.

### 광자로켓
광자 로켓(光子 rocket)은 미소한 질량을 지니는 입자(粒子)로서 작용하는 빛(광자)이 면(面)에 부딪치고, 면이 압력을 받아 거꾸로 빛을 방사(放射)할 때의 반작용(反作用)의 힘을 추진력으로 이용한다. 광자의 배출속도는 광속도이므로 광자로켓은 이온로켓 이상의 비추진력을 지니며, 광자로켓을 사용하여야만 태양계 바깥의 우주여행이 가능하다. 그러나 로켓을 추진시키려면 다량의 광자를 방출시킬 필요가 있으며, 이렇게 하려면 핵에너지 이상의 효율로써 물질을 빛으로 변환시켜야 한다는 지적이 있다.